# Tavilhucum
Tavilhucum es una localidad del municipio de Larráinzar ubicado en la región de Los Altos del estado mexicano de Chiapas.

## Geografía
La localidad de Tavilhucum se sitúa en las coordenadas geográficas 16°54′17″N 92°42′25″O / 16.904722, -92.706944, a una elevación de 1,831 metros sobre el nivel del mar.

## Demografía
Según el Censo de Población y Vivienda 2020, efectuado por el Instituto Nacional de Estadística y Geografía, la localidad de Tavilhucum tiene 158 habitantes, de los cuales 84 son del sexo masculino y 74 del sexo femenino. Su tasa de fecundidad es de 3.25 hijos por mujer y tiene 32 viviendas particulares habitadas.
| Gráfica de evolución demográfica de Tavilhucum entre 1910 y 2020 |
|                                                                  |
| INEGI.                                                           |